# Miquel Domènech Veciana
Miquel Domènech Veciana va ser un religiós català nascut a Reus el 1816, que als 15 anys va ingressar a l'orde de Sant Vicenç de Paül. Va rebre la sotana a la casa missionera de Madrid i passà el 1834 al noviciat de l'orde a Guissona. Per no fer el servei militar, al que estaven obligats el religiosos per una llei del govern, es va escapar a França. El 1837 va marxar als Estats Units i va formar part de les missions a Missouri, al territori dels indis americans. El 1842, trobant-se a Cape Guardian, hi va haver un moviment dels protestants contra els catòlics, i es van saquejar alguns convents femenins i es destruïren esglésies. Miquel Veciana va aconseguir persuadir als revoltats amb un discurs demanant la pau. El 1860 fou nomenat bisbe de Pittsburgh, però va renunciar el 1862 i no va acceptar el nomenament com a arquebisbe de Califòrnia ni la púrpura cardenalícia que li va oferir el Papa Pius IX. El 1870 al concili ecumènic, es va declarar contra la infal·libilitat del Papa, encara que a la votació final la va acceptar. Va tornar a la comarca del Camp el 1877 i va morir a Tarragona el 1878. Està enterrat al claustre de la catedral de Tarragona. La ciutat de Reus el va nomenar fill il·lustre, i li va dedicar un carrer.